# Elizabeth Berkley
Elizabeth Berkley, född 28 juli 1972 i Farmington Hills i Michigan, är en amerikansk skådespelerska. Hon är mest känd för sin roll som Las Vegas-dansare i den omdiskuterade filmen Showgirls. 
Hon är vegetarian och engagerad i djurskyddsorganisationen People for the Ethical Treatment of Animals.

## Filmografi (urval)
- 2009 – Women in Trouble
- 2008 – Meet Market
- 2003 – Student seduction
- 1996 – Före detta fruars klubb
- 1995 – Showgirls